# Kraton (Tegal Barat)
Kraton is een bestuurslaag in het regentschap Tegal van de provincie Midden-Java, Indonesië. Kraton telt 14.311 inwoners (volkstelling 2010).